# Urban Hammar
Urban Egon Hammar, född 12 augusti 1961 i Skara församling i Västergötland, är en svensk fotbollstränare och tränarutbildare, som sedan 2011 är Head of Coach Education i Svenska Fotbollförbundet och som sådan ansvarig för den svenska fotbollens tränarutbildning. Han var även Riksinstruktör i SvFF under 2007-08.
Hammar har en bakgrund som spelare i huvudsakligen Örebro SK under 80-talet, och under en kort period i AIK. Han har en lång bakgrund som tränare i flera klubbar, framförallt i Örebro SK där han varit både huvudansvarig och assisterande tränare i Superettan och Allsvenskan, samt verkat flera år som Akademichef under 00-talet. Han hade också en sejour som tränare i Gefle IF i Allsvenskan 2009 och 2010 tillsammans med Per Olsson.
Hammar har också uppdrag i UEFA där han 2019 utnämndes till Technical Instructor samt till ledamot i expertgruppen JIRA Panel.